# Телевізійний фестиваль в Монте-Карло
Телевізійний фестиваль в Монте-Карло (фр. Festival de télévision de Monte-Carlo, англ. Monte-Carlo TV Festival) — міжнародний фестиваль та конкурс телевізійних передач. Заснований 1961 року, проходить у Монте-Карло, Монако.

## Історія
Створений у 1961 році князем Реньє III для «заохочення нових видів мистецтв, заради миру і взаєморозуміння між людьми». У 1988 році князь Монако Альбер II став почесним президентом фестивалю.
Лауреатів нагороджують статуеткою «Золота німфа» — копією «Німфа джерела Салмас» французького скульптора Франсуа Жозефа Бозио, оригінал скульптури зберігається в Луврі, Париж.
Нині заходи фестивалю проводяться в Грімальді-Форумі.

## Нагороди
Телевізійні фільми
- Найкращий телефільм
- Найкращий режисер
- Видатний актор
- Видатна акторка

Мінісеріали
- Найкращий мінісеріал
- Видатний актор
- Видатна акторка

Новини

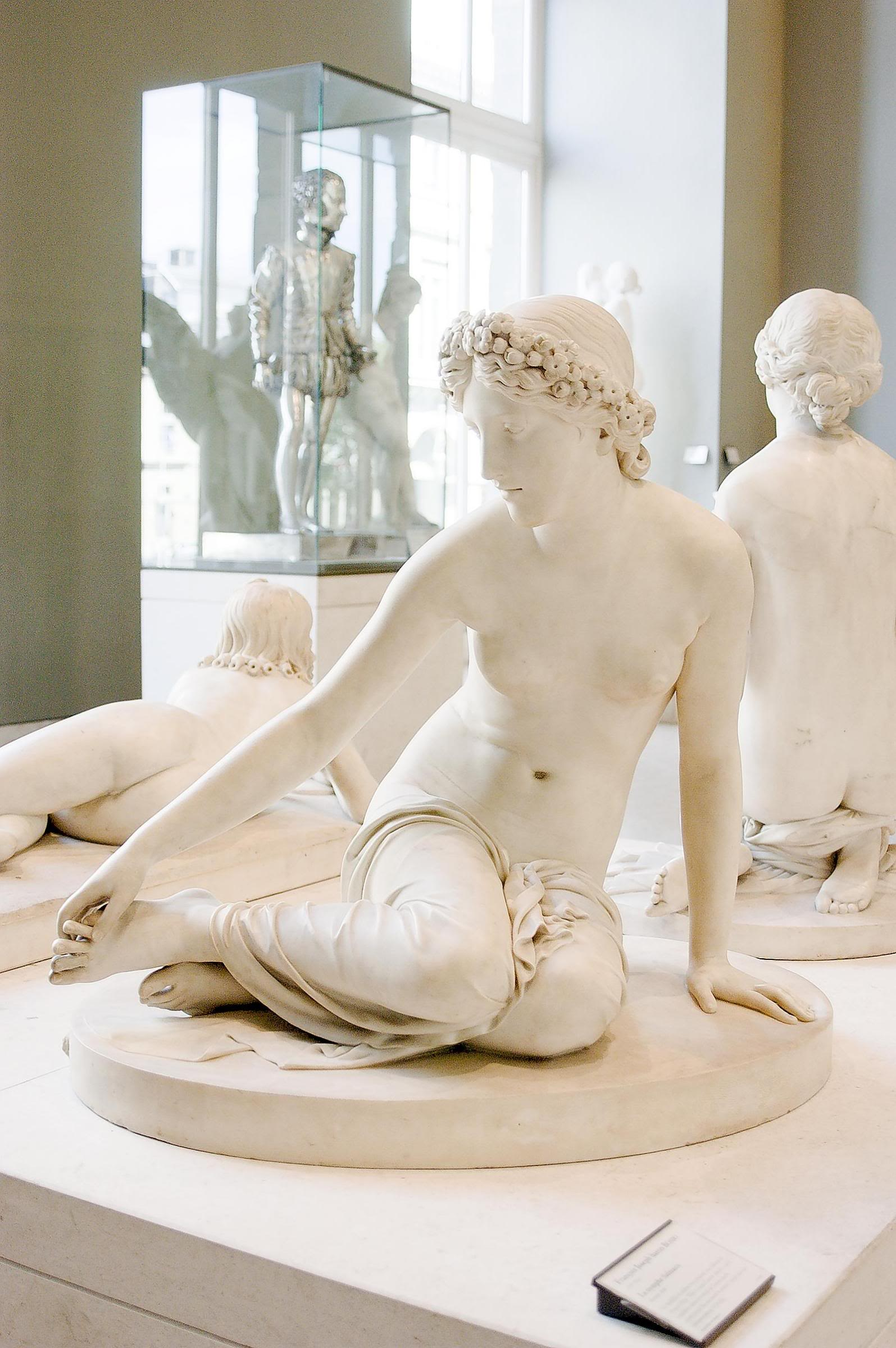
Німфа джерела Салмас. Лувр

- Найкраща новинна передача (2 переможці)
- Найкращий новинний випуск
- Найкраща нічна новинна програма

Драматичні і комедійні телесеріали
- Видатний міжнародний продюсер
- Видатний європейський продюсер
- Видатний актор
- Видатна акторка

Міжнародна аудиторія
Приз вручається на основі чисельності аудиторії у телесеріалу на п'яти континентах.
- Найкращий драматичний телесеріал
- Найкращий комедійний телесеріал
- Найкраща мильна опера

Спеціальні призи
- Спеціальний приз князя Реньє ІІІ
- Премія Монакського Червоного Хреста
- Премія Міжнародного комітету Червоного Хреста
- Премія AMADE, під патронажем ЮНЕСКО
- Премія Міжнародної католицької організації
- Міжнародний Гран-прі для авторів документальних передач

## Скандали
На телевізійному фестивалі в Монте-Карло 2015 року російський документальний телефільм «Стрілянина у Маріуполі на 9-те травня» (англ. May 9th Shooting in Mariupol) створений у 2015 році російським пропагандистським телеканалом RT було номіновано у категорії «24-годинні новини». Телефільм мав неприховано антиукраїнське спрямування, з явно тенденційним зображенням українців та Української держави.
До цього, у попередні роки, RT вже був неодноразово номінований на Телевізійному фестивалі в Монте-Карло в цій же категорії і навіть здобував перемоги на ньому.